# المغارة (سوريا)
المغارة قرية سورية تتبع ناحية إحسم في منطقة أريحا في محافظة إدلب. بلغ عدد سكانها 1122 نسمة في عام 2004 حسب إحصاء المكتب المركزي للإحصاء.